# Trzęślik

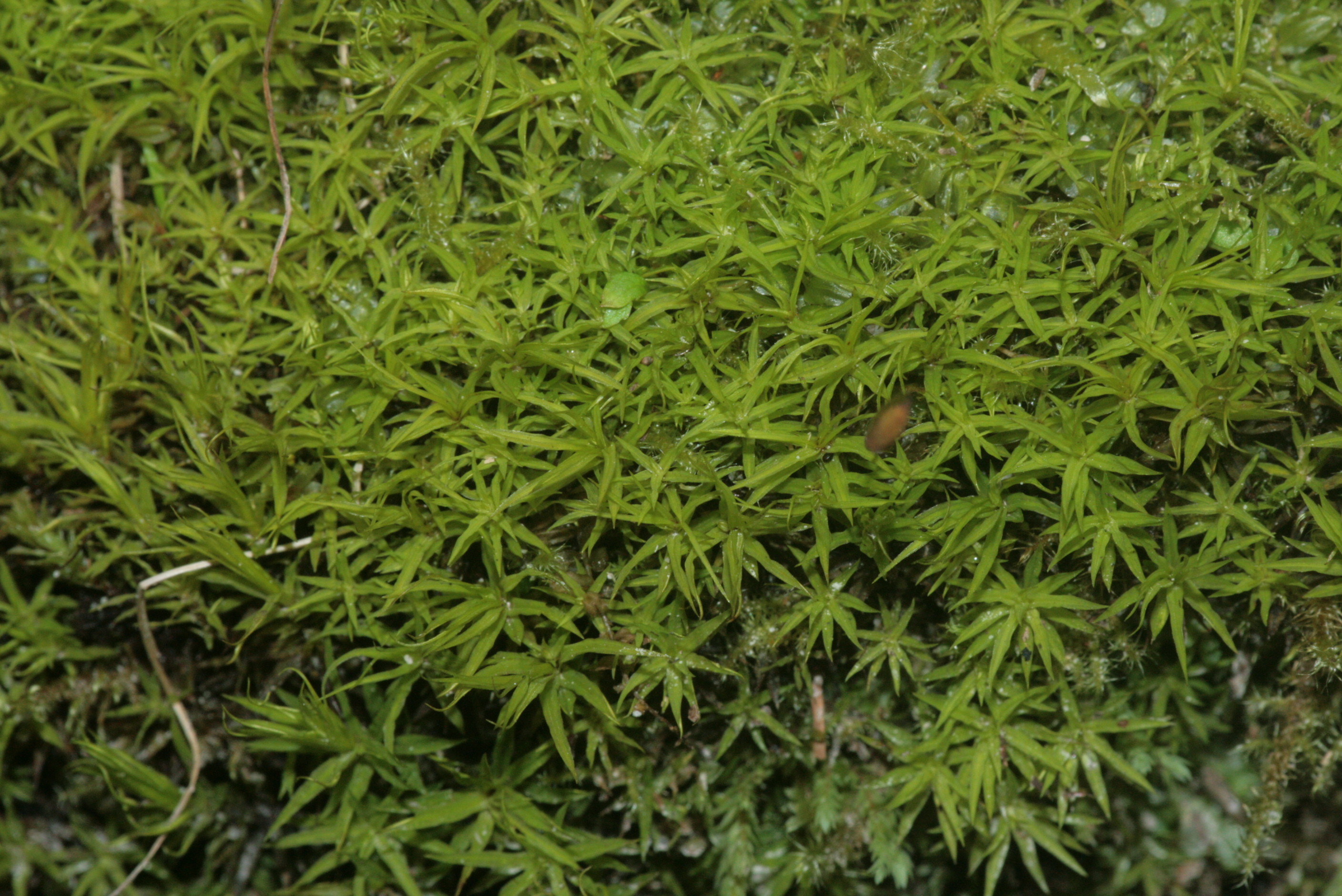
Trzęślik norweski

Trzęślik, trzęsiec (Timmia) – rodzaj mchów (prątników) z monotypowej rodziny – trzęślikowate Timmiaceae z rzędu trzęślikowce Timmiales z 4 lub 8 gatunkami (w zależności od ich ujęcia systematycznego). Rośliny te występują w Eurazji, Ameryce Północnej, w północnej Afryce, na Nowej Zelandii i Hawajach. W Polsce rosną trzy–cztery gatunki (różnica wynika z wyodrębniania trzęślika bawarskiego w randze osobnego gatunku lub podgatunku trzęślika meklemburskiego). Trzęślik meklemburski jest jedynym przedstawicielem rodzaju występującym w Polsce na nizinach. W górach rosną poza tym trzęślik norweski i austriacki. Są to mchy naskalne i torfowiskowe.
Nazwa naukowa tego taksonu upamiętnia niemieckiego botanika Joachima Christiana Timma (1734–1805).

## Morfologia

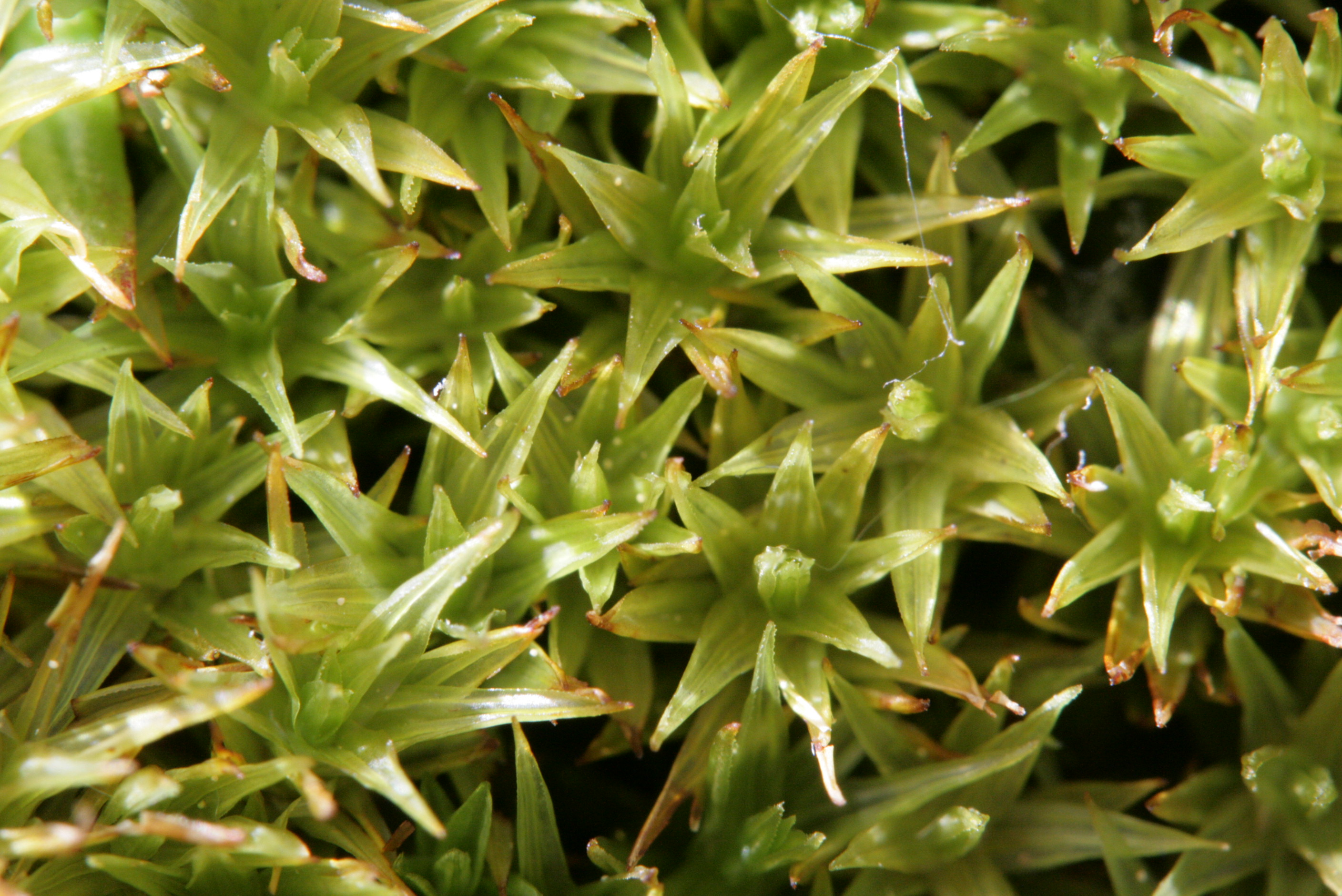
Trzęślik austriacki

GametofitJedno- i dwupienne. Okazałe rośliny osiągające do 9–12 cm wysokości, przypominające płonniki Polytrichum. Łodyżki prosto wzniesione, sztywne, zwykle nierozgałęzione, w dolnej części ciemnoczerwonoczarne, wyraźnie brodawkowate, gęsto ulistnione. Listki lancetowate, u nasady pochwiaste, z blaszką ponad pochwą rozpostartą. Brzegi blaszki płaskie lub zawijające się, w szczytowej swej części piłkowane mniej lub bardziej wyraźnie. Na przekroju poprzecznym blaszki komórki pęcherzykowate tylko na stronie górnej (brzusznej).
SporofitSeta wyrasta ze szczytu łodyżek gametofitu, jest prosto wzniesiona i osiąga od 1,4 do 3,5 cm długości. Zarodnia wydłużonoowalna, w stanie suchym bruzdowana podłużnie, pochyła lub zwisająca. Pierścień odwijający się, okazały. Czepek równowąsko-stożkowaty, okazały. Perystom podwójny. Wewnętrzny tworzą 64, nitkowate ząbki. Zewnętrzny tworzy 16 zębów szerokolancetowatych, zrośniętych nasadami.

## Systematyka
Monotypowy rząd trzęślikowce Timmiales Ochyra należy do podklasy Timmiidae Ochyra, klasy prątniki Bryopsida Rothm., podgromady Bryophytina Engler, gromady mchy Bryophyta Schimp. Do rzędu należy jedna rodzina – trzęślikowate Timmiaceae Schimp. i jeden rodzaj trzęślik Timmia Hedw. Dawniej trzęślikowate zaliczano do rzędu Eubryales.
Wykaz gatunków
- Timmia alataviensis Müll. Hal.
- Timmia austriaca Hedw. – trzęślik austriacki
- Timmia demissa (Hook.) C. Sm.
- Timmia longiseta (Hedw.) Spreng.
- Timmia megapolitana Hedw. – trzęślik meklemburski
- Timmia norvegica J.E. Zetterst. – trzęślik norweski
- Timmia sibirica Lindb. & Arnell
- Timmia sphaerocarpa Y. Jia & Y. Liu